# Bakau
Bakau est une ville de Gambie située sur la côte atlantique, à l'ouest de Banjul. Elle est connue notamment pour ses jardins botaniques, le bassin à crocodiles (Kachikally Museum and Crocodile Pool) et les plages de Cape Point.